# Francisco Sobrino (lexicógrafo)
Francisco Sobrino fue un lingüista y lexicógrafo español, activo en la primera mitad del siglo XVIII, que compuso el Diccionario nuevo de las Lenguas Española y Francesa, (Bruselas, 1705), considerado por Martín Alonso como "el más copioso y el mejor de todos cuantos vieron la luz pública antes de los comienzos del siglo XVIII". Publicó también una Grammaire espagnole et française (4º ed., Bruselas, 1732). Sus aportaciones fueron profusamente usadas por diccionarios posteriores, como por ejemplo el de Terreros.
Sobrino habría fallecido después de la publicación de la tercera y ciertamente antes de la cuarta edición de su diccionario; se plantea por lo tanto su fallecimiento circa 1732-1734.